# Baal

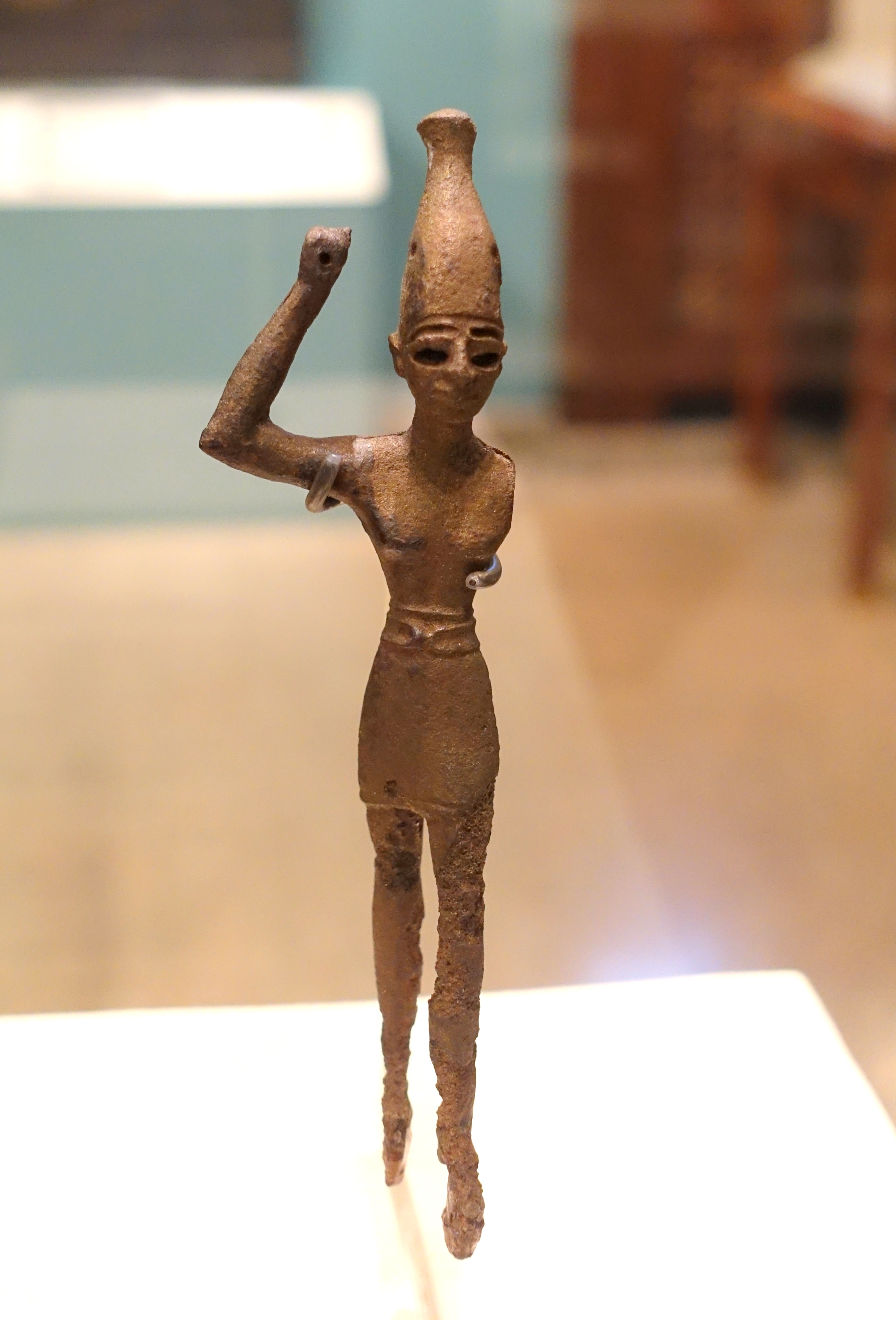
Il dio Baal, rappresentato in un piccolo idolo

Baal (o Ba‘al, in accadico Bēlu: "Signore") è una delle principali divinità della religione siro-cananea e fenicia. Figlio di El (Ilu o Anu in Mesopotamia, "Dio" o "Cielo" supremo), corrisponde al mesopotamico Enlil o Belu.
Secondo il mito fenicio, la sua residenza fu il monte Casio, antico Sapanu, ed era il tradizionale dio semitico della tempesta, a cui corrispondevano anche il controllo della fertilità e della fecondità. Nella mitologia greca Baal veniva associato al nome di Crono, poi Saturno dai Romani.
Baalbek, ora nel Libano, deve probabilmente il suo nome al tempio dedicato alla divinità di cui restano imponenti vestigia.
Baal, come molte altre divinità antiche, è stato assimilato come demonio nella religione cristiana.

## Nei testi di Ras Shamra

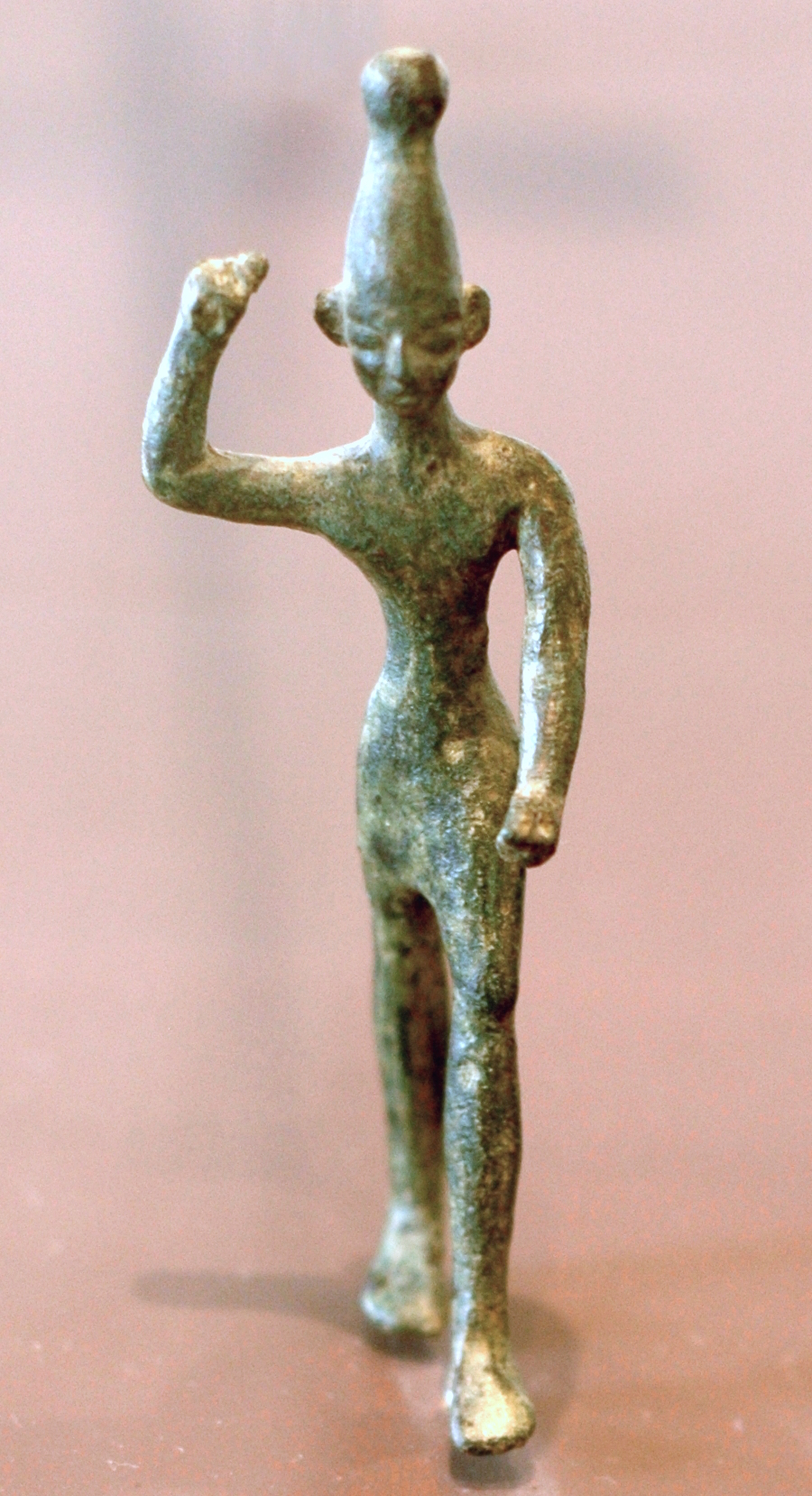
Statuetta di Baal da Ugarit, XIV-XII secolo a.C. (Parigi, Museo del Louvre)

In questi testi, Baal viene chiamato "Padre degli Anni" e dell'uomo, ed è considerato il progenitore degli dèi. Si riteneva abitasse la "Montagna del Nord", luogo cosmologico ma identificato nel monte Cassius (oggi denominato el-Akra), geograficamente collocato a nord di Ras Shamra e definito anche "Ombelico della Terra". Si è ipotizzato che la scelta di questa montagna come sede del dio sia derivata dal fatto che essa è la più alta della Siria. Il monte è considerato anche il luogo d'incontro delle acque del firmamento superiore con quelle del firmamento inferiore. Questa struttura viene ripresa nel giardino dell'Eden ebraico, delimitato e bagnato dai fiumi Pihon e Gihon.
Altri luoghi sono stati dichiarati sede del dio Baal, tra i più conosciuti possiamo citare: Sheizar e Sapan, località nella quale Baal si fermò dopo la vittoriosa battaglia contro il dio della morte, Mot.

## Divinità chiamate Baal o Baalat
Poiché vari dèi portavano il titolo di Baal, "Signore", e più di una dea quello di Baalat o Baalah, "Signora", solo il contesto di uno scritto o iscrizione può indicare con esattezza di quale "Signore" o "Signora", si parli. Sebbene sia assai probabile che il dio Hadad (o Adad), corrispondente all'Enlil mesopotamico, fosse chiamato Baal, Hadad era lungi dall'essere l'unico dio con quel titolo.
I testi in lingua ugaritica (soprattutto quelli preservati nel Ciclo di Baal) pongono la dimora di Baal Hadad sul Monte Zaphon, facendo così pensare che i riferimenti a Baal-Zephon contenuti nei testi sacri ebraici del Tanakh indichino Hadad. Si afferma perciò che il Baal Peor, ovvero il "Signore del Monte Peor", che gli Israeliti non potevano venerare (cfr. Libro dei Numeri) sia anch'egli un riferimento a Hadad. Nel pantheon dei Cananei, Hadad era figlio di El, il dio principale della religione cananaica.
Melqart, il dio di Tiro, veniva spesso appellato il "Baal di Tiro". Il Libro dei Re (16:31) narra che Acab, re d'Israele, sposò Gezabele, figlia di Ithobaal I, re di Sidone, il quale venerava Habbaal ("il Signore"), dove ha — come negli idiomi semitici settentrionali — funge da articolo determinativo. Il culto di questo dio fu molto diffuso in Israele fino al regno di Jehu che vi pose fine:
Non è chiaro se Baal sia riferito in questo caso a Melqart, o a Hadad, oppure a Baal Shamim, il "Signore del Cielo", appellativo per il supremo El, che era anch'esso venerato a Tiro. Flavio Giuseppe (Antichità giudaiche 8.13.1) dice chiaramente che Gezabele "costruì un tempio per il dio degli abitanti di Tiro, che loro chiamavano Belus", riferendosi certamente a Melqart. Ma Flavio Giuseppe potrebbe rifarsi ad alcune voci piuttosto che a fatti comprovati. Hadad è dio dell'atmosfera, ma Melqart non ha nessuna connessione con essa. Tuttavia si conosce così poco del culto di Melqart che tale informazione non è certa.
In ogni caso Re Ahab incoraggiava il culto di Baal, rimanendo allo stesso tempo un seguace di Yahweh. Ahab continuò a consultare i profeti di Yahweh e chiese la sua protezione quando dette il nome ai suoi figli, chiamandoli Ahaziah che significa "Yah protegge" e Jehoram ("Yeh è grande").

### Cartagine

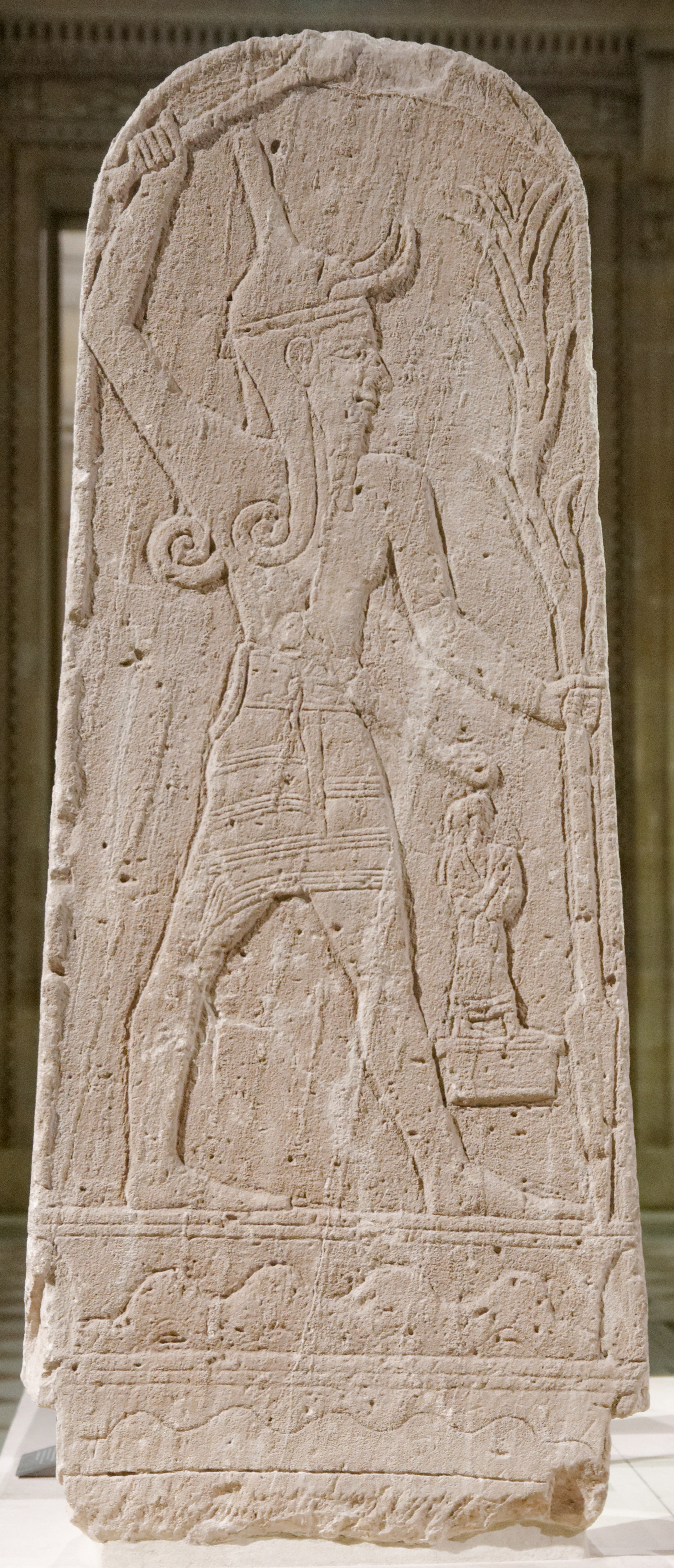
Stele di Baal XIV - XII secolo a.C. ritrovata a Ras Sharma (antica Ugarit), oggi al Museo del Louvre di Parigi

Baal Ammone era il dio supremo dei Cartaginesi ed è generalmente identificato, dagli studiosi moderni, con il dio supremo semitico El, mentre nella mitologia greca è assimilato a Crono e in quella romana a Saturno. Nonostante i suoi attributi magniloquenti, Baal Ammone (parte della triade cartaginese con Tanit ed Eshmun) non era la divinità più venerata a Cartagine; intorno al VI secolo a.C. iniziò a prendere spazio e maggiore popolarità il culto di Tanit, dea della Luna, delle messi e della buona fortuna.

### Egitto
Il culto di Baal è attestato anche in Egitto, a Menfi, con il nome di Baal Zephon, probabilmente portato da immigrati semiti. Si trova citato, infatti, nell'Antico Testamento e precisamente nel Pentateuco.

### Arabia preislamica
In periodo preislamico la divinità urbana Hubal a Mecca era probabilmente nient'altro che la resa in lingua araba higiazena del semitico settentrionale Ha-Baal, col medesimo significato de "il Signore" per eccellenza.

## Capo degli dèi, non creatore
Come l'Enlil o Bel sumero e accadico, il corrispondente Baal cananaico è capo e guida degli dèi, dio del tuono, della tempesta, della pioggia che porta la fertilità, ma non è il dio creatore e padre di tutti gli dèi, ruolo che è quello di suo padre El in cananaico o Ilu o Anu in sumero-accadico.

## Analogie
Paolo Xella nota un particolare interessante sul mito di Baal.
Il mito del dio Baal che muore e resuscita avviene in ambiente siro-palestinese, che anni più tardi vedrà la nascita del Cristianesimo. Questo evento può esser l'antecedente per analogia della morte e resurrezione di Gesù.
L'aspetto del Dio morente, concetto sviluppato da James Frazer e caduto in disuso, accomuna diversi miti dell'antichità, tra questi il mito di Osiride e Dioniso.

## Oggi
Il culto di Baal è poco diffuso oggi in Israele con l'Ordine di Am Ha Aretz.

## Opere dedicate
Nel 1998 l'Autorità Nazionale Palestinese ha emesso un francobollo raffigurante il dio Baal.

### Letteratura

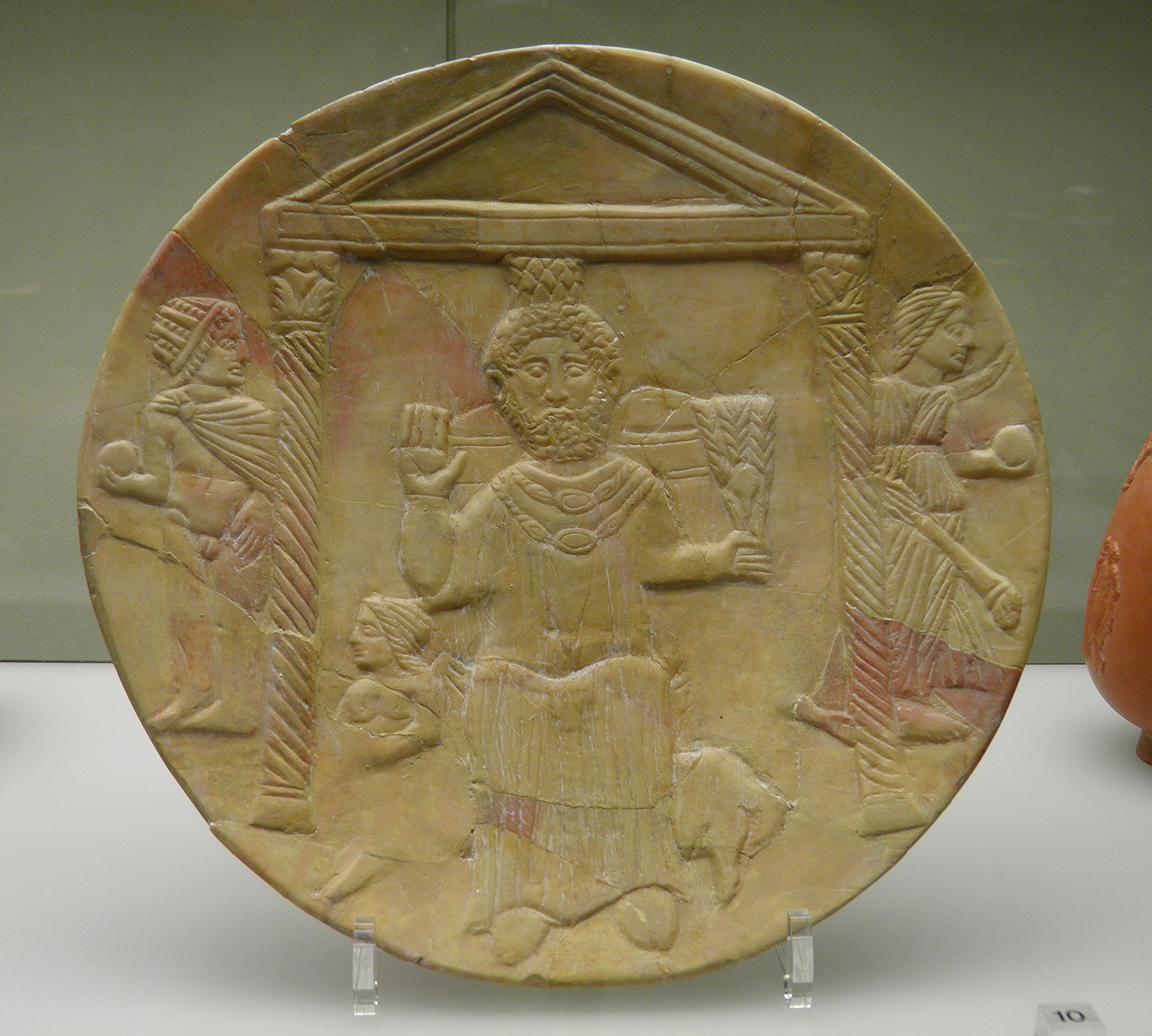
Piatto votivo per il dio Baal presso il Museo Romano-Germanico di Colonia

Il tema dell'ipotetica esistenza di sacrifici umani dedicati a questo dio è stato diffuso tramite un'opera letteraria dell'Ottocento. Il romanzo Salammbô di Gustave Flaubert è un'opera che ha profondamente contribuito ad accreditare il racconto di sacrifici umani dedicati a Moloch, dio del fuoco, da non confondere con Baal, dio della pioggia e della tempesta. Quest'ultimo è anche citato nella poesia Der Gott der Stadt ("Il dio della città"), composta dal poeta espressionista Georg Heym.
Nelle memorie di viaggio Note invernali su impressioni estive di Fëdor Dostoevskij un capitolo è intitolato Baal.
Baal è il titolo della prima opera teatrale di Bertolt Brecht, composta nel 1918. Un anno prima della morte l'autore scrisse, nell'introduzione all'edizione tedesca: «Lo ammetto... e vi avverto: quest'opera manca di saggezza». Così riporta Piero Raffia, che però chiarisce: «Ciò non toglie che, ai fini della formazione della mentalità del suo autore, quest'opera abbia un'importanza imprescindibile».
La divinità Baal Hammon ricorre nel romanzo L'uccello del sole di Wilbur Smith.
Il mito di Baal è al centro del romanzo omonimo (1978) di Robert McCammon.
Baal è citato anche nel romanzo Dannazione di Chuck Palahniuk, dove pure si fa riferimento ai sacrifici umani in suo onore. È rappresentato come un immenso demone con muso porcino e ali di pipistrello, con il corpo interamente coperto di piaghe traboccanti sangue e pus. Il dio sarebbe finito all'Inferno dopo che la gente ha smesso di venerarlo, prendendo così questo aspetto mostruoso. La protagonista Madison affronta Baal a colpi di pugnale alla fine della storia.

### Cinema e TV
- I compagni di Baal era una serie televisiva francese, per la regia di Pierre Prévert, nella quale compariva una setta dedita al culto di Baal, definito "Il primo re dell'Inferno" (e quindi assimilato a Bael). Fu trasmessa in sette episodi in Francia e in Italia, nel 1969.
- Nel film Il rito, il demone che viene esorcizzato si presenta col nome di Baal.
- Ba'al è il nome di un personaggio dell'universo immaginario di Stargate SG-1.
- Nel 5º episodio di American Horror Stories chiamato appunto "Ba'al".

### Videogiochi
Baal è l'antagonista nel videogioco Baal (1988).
La divinità daedrica della serie The Elder Scrolls, Molag Bal, è ispirata a Baal e Moloch/Moleg.
Baal è uno dei signori demoni nella serie di videogiochi intitolata Diablo, inoltre è il nemico finale da sconfiggere in Diablo II. È anche un boss segreto nella saga Disgaea.
Baal è uno dei numerosi demoni ottenibili nella saga di videogiochi di Shin Megami Tensei.
Anche nel videogioco Genshin Impact, Baal rappresenta uno dei Sette Arconti che governa la città di Inazuma a Teyvat, anche conosciuta come "il Dio dell'Eternità" (Giapponese: 雷電将軍 Raiden Shougun).
Nella saga videoludica Baldur's Gate, che ha a sua volta come ambientazione Forgotten Realms (Dungeon's & Dragons), Bhaal è il dio degli omicidi.